# Шинери (Вурнарський район)
Шине́ри (рос. Шинеры, чув. Шĕнер Ишек) — присілок у складі Вурнарського району Чувашії, Росія. Адміністративний центр Шинерського сільського поселення.
Населення — 507 осіб (2010; 532 у 2002).
Національний склад:
- чуваші — 97 %